# Gerhard Schürer
Gerhard Schürer (14 avril 1921 – 22 décembre 2010) est un dirigeant politique d'Allemagne de l'Est.
Entre 1963 et 1989, il est membre du puissant Comité central du Parti socialiste unifié d'Allemagne (SED), au pouvoir dans le pays. Il est également, de 1965 à 1989, président de la Commission de la Planification d'État (de) du Conseil des ministres de la République démocratique allemande.
Le fait que, dans les années 1980, Schürer ait vécu avec sa famille au 7 de la Waldsiedlung à Wandlitz est une marque de son importance. Wandlitz était l'enclave berlinoise exclusive où vivaient les plus hauts responsables du parti. La maison 7 était une grande maison, qui pouvait accueillir sa deuxième femme et ses sept enfants. Le précédent occupant était Walter Ulbricht. Après la réunification allemande, Schürer a parfois pu évoquer ses expériences avec plus de franchise et de clarté que d'autres personnes ayant connu le régime est-allemand de l'intérieur.

## Biographie

### Jeunesse et débuts
Paul Gerhard Schürer est né à Auerbach, à la limite nord-est de Zwickau en Saxe. Son père est ouvrier d'usine et peintre en bâtiment. Sa mère est coiffeuse. Après avoir quitté l'école, il suit une formation de machiniste entre 1936 et 1939. Il suit également une formation au pilotage avec les Jeunesses hitlériennes, apprenant à voler sur un planeur. Lorsque la Seconde Guerre mondiale éclate, Schürer effectue sa période de service obligatoire de six mois au sein du Reichsarbeitsdienst, puis rejoint la Luftwaffe.
Il est gravement blessé en 1942 et jugé inapte au service sur la ligne de front (frontuntauglich). De 1942 à 1945, il travaille en tant qu'instructeur de vol, affecté à Pilsen puis à Dresde-Klotzsche.

### Zone d'occupation soviétique
La guerre s'achève en mai 1945 et une grande partie de ce qui avait été l'Allemagne centrale, y compris la Saxe et la région entourant Berlin, se retrouve administrée par les Soviétiques. Dans l'immédiat après-guerre, Schürer travaille dans le secteur agricole. Entre juin et octobre 1945, il est employé dans l'usine sidérurgique de la vallée de l'Elbe à Dresde. Durant l'année 1946, il occupe divers emplois dans des usines et comme chauffeur à Dresde.
Entre janvier et novembre 1947, Schürer suit les cours de la Hochschule Mittweida (de) à Mittweida . Il devient membre du tout nouveau Parti socialiste unifié d'Allemagne (Sozialistische Einheitspartei Deutschlands / SED) en 1948. Le SED est créé quelques années plus tôt lors d'un processus descendant contesté voyant la fusion du KPD et du SPD, et en 1948, il est en passe de devenir le parti au pouvoir dans une nouvelle forme d'État à parti unique. En 1948, Schürer étudie à l'académie du parti Ernst Thälmann (Kreisparteischule) à Seefrieden. Peu après, en octobre 1949, la zone d'occupation soviétique est renommée « République démocratique allemande ».

### République démocratique allemande
Il travaille ensuite dans l'administration régionale au sein du département principal de planification économique de la Saxe entre 1947 et 1951, et en devient le chef. Entre mars et décembre 1951, il occupe son premier poste au niveau national, en tant que chef du groupe de planification régionale (plus tard chef de département) au sein de la Commission de la Planification d'État (de).
Entre 1953 et 1955, Schürer est employé au département des finances et de la planification du Comité central du Parti socialiste unifié d'Allemagne. Entre 1955 et 1958, il passe une grande partie de son temps à Moscou, où il suit les cours de l'Académie du parti communiste (de), dont il sort diplômé. Entre 1958 et 1960, il est chef adjoint du département de la planification, des finances et de la technique du Comité central du parti, succédant à Fritz Müller (en) à la tête du département en 1960. Schürer cumule cette responsabilité avec celle de membre de la commission économique du Politburo. Une nouvelle promotion suit en 1962, lorsqu'il devient chef adjoint de la Commission de la Planification d'État (de). Trois ans plus tard, en 1965, il prend la tête de la Commission, lorsque, selon lui, le président sortant, Erich Apel, se suicide après avoir échoué à obtenir plus qu'un soutien mitigé de Walter Ulbricht dans le cadre d'un accord commercial et financier qu'il tentait de négocier avec l'Union soviétique. Pour Schürer, la direction de la Commission de planification s'accompagne d'une participation au présidium du Conseil des ministres de la RDA et, après 1966, de la coprésidence de la Commission paritaire est-allemande et soviétique pour la collaboration économique et technique.
Les préceptes léninistes de la Constitution de l'Allemagne de l'Est définissent le « rôle dirigeant » du parti en des termes sans ambiguïté, bien que la dure réalité du rôle dirigeant du parti ait été brouillée dans la mesure où les membres du comité central du parti combinent souvent leur rôle au sein du parti avec leur appartenance à la Volkskammer ou à un poste ministériel. Néanmoins, c'est l'appartenance au Comité central du parti, entre 1963 et 1989, qui place Gerhard Schürer au coeur de la structure du pouvoir est-allemand. Au sein du comité central, il est également candidat au Politburo à partir de 1973, mais ce n'est qu'à la fin de 1989, quelques semaines avant l'effondrement de l'ensemble de l'appareil gouvernemental, qu'il devient finalement membre à part entière du Politburo.

### Désaccords sur la gestion économique basée sur le déficit
Il est suggéré qu'au cours des dernières années de la République démocratique allemande, Gerhard Schürer a souvent été contrarié par le puissant secrétaire économique du comité central du parti, Günter Mittag. Schürer se souvient lui-même, dix ans après la chute du mur, que lui et Mittag étaient à l'origine d'accord sur d'importantes questions financières et économiques. Le problème sous-jacent est né d'interprétations divergentes de la politique appelée « unité de la politique économique et sociale » (Einheit von Wirtschafts- und Sozialpolitik (de)), inaugurée en juin 1971 sous la direction d'Erich Honecker, qui visait à rendre le pays économiquement autofinancé en revenant à une approche de « microgestion » de la planification économique, en se concentrant sur les secteurs de croissance, notamment l'électronique, le plastique et les produits chimiques. Ulbricht est écarté du pouvoir en mai 1971 par Erich Honecker, dont l'interprétation de la politique incorporait des emprunts massifs, dont une grande partie était consciemment appliquée non pas à l'augmentation des investissements, mais à l'augmentation de la consommation. Schürer était d'avis que la croissance rapide des emprunts était insoutenable et, à plus long terme, menait le pays à la faillite. En 1989, Schürer a probablement la triste satisfaction de voir que les événements lui ont donné raison. À plus court terme, l'attente de dix-huit ans de Schürer sur la liste des candidats au Politburo a été, même selon les normes de l'époque, très longue. Lorsqu'il évoque le risque de faillite nationale lors des réunions du Comité central, il est qualifié de « saboteur » par Honecker lui-même. Sous un gouvernement peu enclin à la critique, être accusé de sabotage par le chef du gouvernement et le chef de l'État est une affaire très sérieuse.

### Rapport Schürer
Le 30 octobre 1989, avec Ernst Höfner, Arno Donda (en) et Alexander Schalck-Golodkowski, Gerhard Schürer présente une Analyse de la situation économique de la République démocratique allemande, avec des conclusions (Analyse der ökonomischen Lage der DDR mit Schlußfolgerungen). Ce rapport a été demandé par le nouveau secrétaire du parti Egon Krenz, pour être présenté au Politburo. L'analyse révèle une situation catastrophique. L'économie est-allemande est surendettée et, depuis des années, « se consommait elle-même » (zehrt seit Jahren von der Substanz). Un vaste programme de réformes économiques est proposé, mais, selon les auteurs, il ne suffirait pas à éviter une insolvabilité nationale imminente. Le seul espoir restant repose sur des prêts supplémentaires massifs de la République fédérale d’Allemagne (Allemagne de l'Ouest).
Pour la République démocratique allemande, le rapport Schürer est un catalyseur important dans ce qui est parfois présenté comme une voie inéluctable vers la réunification, qui a lieu l'année suivante, officiellement en octobre 1990,. Pour Gerhard Schürer, de part et d'autre de la frontière interallemande, cela a définitivement rehaussé le profil public d'un homme qui, lorsqu'il a été nommé à la tête de la Commission de la Planification d'État (de) en 1965, aurait pu raisonnablement espérer terminer sa carrière dans un relatif anonymat,.

### Changement de régime
Le 7 novembre 1989, le gouvernement démissionne. En janvier 1990, Gerhard Schürer est exclu du SED au pouvoir, qui est alors en train de se réinventer pour un avenir démocratique en tant que Parti du socialisme démocratique ( Partei des Demokratischen Sozialismus / PDS). Accusé d'« abus de confiance criminel » (verbrecherischen Vertrauensmißbrauchs), il est arrêté le 22 janvier 1990 et condamné à passer trois mois en prison. Il est libéré au bout de 18 jours et le parquet est-allemand met fin à l'enquête en mai 1990. Il n'a jamais été inculpé, mais les deux semaines et demie qu'il a passées dans la cellule numéro 108 d'une « prison d'investigation » de Berlin ne l'ont pas laissé tout à fait indifférent. Néanmoins, il n'est pas prête à prendre sa retraite et, comme il l'a affirmé plus tard, il n'avait pas les moyens financiers de le faire. Il a donc enchaîné les emplois occasionnels, comme le jardinage pour ses voisins, le lavage de voitures et les soins aux personnes âgées. Plus tard, il dirige une usine de collants et de bas dans l'Allgäu, désireuse de se développer sur les marchés nouvellement ouverts d'Europe centrale. Au fil du temps, il se montre également plus enclin que la plupart de ses anciens dirigeants à parler aux journalistes de la République démocratique allemande, à l'égard de laquelle il pouvait parfois se montrer critique.

## Récompenses et distinctions
- 1964 : Ordre du mérite patriotique en argent[14]
- 1971 : Ordre du mérite patriotique en or[15]
- 1981 : Ordre de Karl-Marx[16]